# We Can☆
『We Can☆』（ウィーキャン）は、BSフジとフジテレビKIDSの共同制作で2009年4月27日から2013年3月31日まで放送された子供向けテレビ番組。

## 概要
「普通の小学生が、常識を知り、そして常識をつくる。」をキャッチフレーズに、「家」「学校」「街」を中心とした様々な情報を伝える教育バラエティ番組。
『We Can☆』のタイトルでスタート。BSフジ『Beポンキッキ』の姉妹番組と位置付け、マスコットキャラクター・ロリポップスは同番組にも登場した他、楽曲・イベントなどのコラボレーションも行っている。
2011年4月25日からは『We Can☆47』にリニューアルした。2012年4月8日より週一回放送となり、食育に関するコーナーを中心とする。
2013年3月17日 - 31日のラスト3回分は歴代We Can☆Girlsを招いて、過去の映像を取り入れた春休みスペシャルが放送された。

## 放送時間
- 日曜 8:30 - 8:55（2012年4月8日 - 2013年3月31日）

- 月 - 金曜 7:15 - 7:30（2009年4月27日 - 2012年3月30日）
  - 再放送

月・火・金曜 17:45 - 18:00（- 2010年7月2日）
月・火・金曜 17:00 - 17:15（2010年7月5日 - 10月1日）
- 「We Can☆ミニ」

水・木曜 17:45 - 17:55（- 2010年7月1日）
水・木曜 17:00 - 17:10（2010年7月5日 - 9月30日）
- 「We Can☆日曜日」→「We Can☆47 日曜日」

日曜 7:30 - 7:55（2010年10月10日 - 2012年4月1日）
| 期間       | 期間       | 放送時間（日本時間）  | 放送時間（日本時間）  | 放送時間（日本時間）  | 放送時間（日本時間）  | 放送時間（日本時間）  | 放送時間（日本時間）  |
| 期間       | 期間       | 本放送                | 本放送                | 再放送                | 再放送                | 再放送                | 再放送                |
| 期間       | 期間       | 月曜 - 金曜           | 日曜                  | 月曜･火曜             | 水曜･木曜             | 金曜                  | 日曜                  |
| ---------- | ---------- | --------------------- | --------------------- | --------------------- | --------------------- | --------------------- | --------------------- |
| 2009.04.27 | 2010.07.02 | 07:15 - 07:30（15分） | （放送無し）          | 17:45 - 18:00（15分） | 17:45 - 17:55（10分） | 17:45 - 18:00（15分） | （放送無し）          |
| 2010.07.05 | 2010.10.01 | 07:15 - 07:30（15分） | （放送無し）          | 17:00 - 17:15（15分） | 17:00 - 17:10（10分） | 17:00 - 17:15（15分） | （放送無し）          |
| 2010.10.04 | 2012.03.30 | 07:15 - 07:30（15分） | （放送無し）          | （放送無し）          | （放送無し）          | （放送無し）          | 07:30 - 07:55（25分） |
| 2012.04.08 | 2013.03.31 | （放送無し）          | 08:30 - 08:55（25分） | （放送無し）          | （放送無し）          | （放送無し）          | （放送無し）          |

※「-ミニ」・「-日曜日」は本編で放送した内容の中から再構成したダイジェスト的な番組。
※かつて2010年10月から2011年6月まで、独立局の千葉テレビ放送（チバテレ）でも遅れネット放送していた（月 - 木曜 18:15-18:30）。2011年7月にチバテレ自社制作の子供番組『チュバチュバワンダーランド』を同時刻に放送することになったため、ネット放送を終了した。

## コーナー
- 今週のメニュー
- 47銘菓

47メンバーこだわりの地元のお菓子をレギュラー陣で試食する。
- なんでも味見たい

ラバーガールが仕切り、小学生が食べたことがないような味を試食する。
- 本のごちそう

市川真人が美味しそうな食べ物が登場する本を紹介する。
- アートヨガ
- 週間都道府県占い

1週間の都道府県の運勢を発表する。

### 過去のコーナー
- We Can☆リサーチ（2010年4月- 2012年3月、特番期などの改編期などは一時休止していた。また、当初はメンバーが気になることを質問して直ぐにVTRにはいっていたが、2010年5月頃から少しメンバーによるトークを入れるようになった。）
- We Can☆世代人気ステーショナリー
- We Can☆モノコト
- プライオリティータイム
- メール紹介
- 笑学六年生（コント）（2010年6月- 2011年4月）[1]
- とべ BB!（- 2011年4月）

2010年4月より『Beポンキッキ』から移動。
声の出演：BB…戸田恵子、Si先生…関根勤
- びっくりジャンケン（2011年4月 - 2012年3月）
- ラブック（2011年4月 - 2012年3月）

市川真人がオススメの本を紹介する。
- 今日の12星座占い（2011年4月 - 2012年2月）

番組終盤で浅見姫香と高橋奈々が各1人で交代しつつ、5つ星をロリポップスの顔で表現する。
- もりのどうぶつたち（2011年4月 - 2012年3月）

『We Can☆47』にリニューアルしたころに『Beポンキッキ』から移動。
- ラバーガエル（2011年7月 - 2012年3月）

2011年7月より『Beポンキッキ』から移動。
これ以外にも、weCanメンバーが歌う歌などのコーナーも用意されていた。

## 出演者
- ラバーガール
- We Can☆47メンバー[2]　※清水優哉、グッドイヤー旭飛、花坂椎南、山本花織は進行係としてスタジオ出演。

| 【2期生】 - 花坂椎南 - 山本花織 | 【3期生】 - 赤崎月香 - 上野郁哉 - 遠藤亜実 - 小野田紗栞 - 門脇功和 - グッドイヤー旭飛 - 坂田惟仁 - 重石邑菜 - 清水優哉 - 髙橋彩菜 - 玉水友哉 - 永坂真心（ほいっぷ★Girls） - 藤山有希 - フリーズ夏野 - 矢上千夏 - 雪代花野 | 【4期生】 - 阿部菜々実 - 小澤杏沙 - 北山歩実 - 木村梨帆 - 古仲咲希 - 田中唯聖 - 根岸可蓮 - 宮岸鈴奈 - 山口紗良 - 山崎蒼生 - 山谷日菜乃 |

- 市川真人：早稲田大学講師。「本のごちそう」コーナーに登場。
- 五十嵐豪：「今週のメニュー」コーナーに不定期に登場。

### 過去の出演者
2009年度卒業
- 宮田麻里乃（2009年ミス日本グランプリ）：副編集長
- We Can☆Girls：編集員

【1期生】
- 後藤翼ジェニー
- 米谷菫
- 村椿ターニャ
- 鈴木裕乃
- 大須賀紗也華
- 篠崎新菜
- 小田桐汐里
- 田辺桃子
- 木月うらん

2010年度卒業
- 益若つばさ：編集長
- We Can☆Girls：編集員

【2期生】
- 竹森ゆい
- 三井沙彩
- グレース舞
- 井上未来
- 白石真琴
- 田辺奈菜美
- 今里樹瑛琉
- 松田りおな

- 笑学タイツマンズ（劇団SET・タイツマンズ）：「笑学六年生」コーナーに登場。

2011年度卒業
- We Can☆47メンバー

| 【1期生】 - 中嶋春陽 - 高橋奈々 - 永野芽郁 この三名は2期は益若と共に補助的な司会を務めていた。3人の中のメインの進行役は永野が務めていた。メンバーの多くが毎年ほぼ総入れ替えとなるなかで、3名は1期から3期まで3年間出演し、2期は オープニングでの紹介が益若と共に毎回なされるなど、メンバーのなかでも中心的な役割をしていた。 【2期生】 - 野沢芽生 - 浅見姫香 2年間メンバーを務めていた。 | 【3期生】 - 伊藤風月 - イマンザデ麻人 - 内山亜美 - 加藤未来 - 河浪侑奈 - 川村文乃（はちきんガールズ） - 桐山和己 - 後藤ブレード龍 - 坂本有香 - 佐々木理帆 - 佐藤・ショーン・玲央 - ジェシカ・ウェルシュ - 白石江里香 - 竹内夕里加 - 田島彩雛 - 鉄戸美桜 - デバルバ・エレオノーラ - 中野亜莉沙 - 永野芹佳 - 七瀬りの - 森島実優 - 門馬由奈 - 矢内井玲奈 - 山田凛花 |

## 楽曲
- We Can☆（OP）
- バブルバスガール[4]
- 翼をください
- 夢をあきらめないで
- ロックンロール県庁所在地（ED） - カレン（中嶋、永野、浅見、花坂、野沢）

## 備考
- We Can☆Girlsの面々は、スタジオに出演する場合、全員名札を付け、そろいのブレザー風制服を着用していた。メンバーは一般公募で、新年度に小学校高学年（4 - 6年生、年齢9 - 12歳）になる女子。メンバーは番組のスタジオ収録のほかロケーションでのレポート、雑誌のモデル活動、イベント等に参加。
- 『We Can☆47』以降は、全国各地の男女小学生・We Can☆Girls & Boys（47メンバー）が中継で参加。スタジオ待機のメンバーは前シリーズからの踏襲でそろいの制服を着用。

## スタッフ
- ナレーター：久保田恵
- 企画、エグゼクティブプロデューサー：小畑芳和
- 構成：古賀文恵、寺坂直毅、太宰麻帆
- ブレーン：土屋智子、須田泰成、北村泰一郎
- オープニングタイトル：稲葉まり
- 構成：熊谷剛（BSフジ）
- 広報：渡辺裕予（BSフジ）
- 美術：武田方征、内山真理子、萩原美喜雄、石井一之介、村田誠司
- 技術：馬場雄二、三瓶由佳、鈴木貴裕、佐藤浩一
- 照明：谷口明美
- 編集：澤田成樹、田口智樹
- 衣装協力：タイガーリリー
- 音効：土門典彰
- タイムキーパー：松本曜子
- ディレクター：池田純人、松井香与子／武富英夫
- プロデューサー：吉野克美、富田弥生
- 制作：BSフジ、フジテレビKIDS